# Háború és béke (filmsorozat)
A Háború és béke (oroszul: Война и мир) Lev Tolsztoj azonos című regénye alapján készült színes szovjet filmsorozat. A Szergej Bondarcsuk által rendezett négyrészes monumentális alkotás volt az első szovjet film, melyet Oscar-díjjal tüntettek ki.

## Részei
- I. Andrej Bolkonszkij (1965)
- II. Natasa Rosztova (1966)
- III. Az 1812-es év (1967)
- IV. Pierre Bezuhov (1968)

## Készítésének történetéből
A Tolsztoj-regény első filmváltozata amerikai–olasz koprodukcióban készült el 1956-ban, King Vidor rendezésében. A filmet 1959-ben a szovjet mozikban is nagy sikerrel vetítették, egy időben Szergej Bondarcsuk Emberi sors című alkotásával, amely első rendezése volt.
A szovjet kulturális vezetés elhatározta, hogy elkészíti a klasszikus regény hazai filmváltozatát. Eredetileg a film rendezését Ivan Pirjevre akarták bízni, aki akkoriban fejezte be két Dosztojevszkij-adaptációját (a Bűn és bűnhődést 1958-ban, a Fehér éjszakákat 1960-ban). Az előkészületek 1961-ben kezdődtek meg, a felvételek Bondarcsuk irányításával két évvel később. 1965-ben mutatták be az első részt, mely az akkori Moszkvai Filmfesztiválon nagydíjat kapott, majd egyenként a többit: a befejező rész 1967-re készült el. A szuperprodukció hazájában és külföldön egyaránt sikert aratott, költségei többszörösen megtérültek. Bár sok kritikai vélemény is megjelent, a vállalkozás nagyságát, a rendezés megjelenítő erejét általánosan elismerték, és az alkotást 1969-ben a legjobb külföldi filmnek járó Oscar-díjjal tüntették ki.

## Érdekességek
- Bondarcsuk Háború és békéje az orosz és szovjet filmtörténet legmonumentálisabb és legdrágább filmjének bizonyult. Egyúttal valószínűleg a világ eddigi legdrágább filmje is. Beárazva és az inflációval korrigálva a korabeli szovjet viszonyok miatt ingyenesen rendelkezésre állt elemeket (helyszín, statiszták stb.) a tényleges gyártási költségek mai áron meghaladták a 700 millió USD-t.
- A borogyinói csata felvételeihez állítólag a hadsereg 120 ezer katonáját vezényelték ki statisztának. A csatajeleneteket erre az alkalomra kifejlesztett, távirányítással mozgatható kamerákkal vették fel, ami akkoriban újdonságnak számított.
- A főbb szerepeket többségében jól ismert élvonalbeli színészek játszották (pl. Oleg Jefremov, Vjacseszlav Vasziljevics Tyihonov, Anasztaszija Vertyinszkaja és Irina Szkobceva, Bondarcsuk felesége), de Natasa szerepét az akkor még teljesen ismeretlen Ljudmila Szaveljevára bízták. (King Vidornál Natasát Audrey Hepburn alakította).
- A jelmezek tervezéséhez egy leningrádi gyűjtő ólomkatona-gyűjteményét is felhasználták.
- A filmet az USA-ban kb. 1 órával rövidebbre vágva hozták forgalomba.

## Szereplők
| Szereplő | Színész                    | Magyar hang    |
| --- | -------------------------- | -------------- |
| Narrátor | –                          | Pálos György   |
| Natasa Rosztova | Ljudmila Szaveljeva        | Halász Judit   |
| Pierre Bezuhov | Szergej Bondarcsuk         | Sinkovits Imre |
| Andrej Bolkonszkij | Vjacseszlav Tyihonov       | Avar István    |
| Ilja Andrejevics Rosztov gróf | Viktor Sztanyicin          | Egri István    |
| Rosztova grófné | Kira Golovko               | Náray Teri     |
| Nyikolaj Rosztov | Oleg Tabakov               | Tordy Géza     |
| Petja Rosztov | Nyikolaj Kogyin            | ?              |
| Szonya | Irina Gubanova             | ?              |
| Nyikolaj Andrejevics Bolkonszkij herceg | Anatolij Ktorov            | Ungváry László |
| Marja hercegnő | Antonyina Suranova         | Nagy Anna      |
| Liza Bolkonszkaja | Anasztaszija Vertyinszkaja | Pap Éva        |
| Vaszilij herceg | Borisz Szmirnov            | Zách János     |
| Hélene Bezuhova | Irina Szkobceva            | Gombos Katalin |
| Anatole | Vaszilij Lanovoj           | Lőte Attila    |
| Dolohov | Oleg Jefremov              | Garics János   |
| Bezuhov gróf | N. Tolkacsev               | ?              |
| Ahroszimova | Jelena Tjapkina            | Petur Ilka     |
| Drubeckaja | Klavgyija Polovikova       | Pártos Erzsi   |
| Borisz Drubeckoj | Eduard Marcevics           | Fodor Tamás    |
| Anna Pavlovna Scherer | Angelina Sztyepanova       | Simor Erzsi    |
| Katyis Mamontova | Dzsemma Firszova           | Győri Ilona    |
| Karagina | G. Kravcsenko              | ?              |
| Kutuzov | Borisz Zahava              | Horváth Jenő   |
| I. Sándor cár | Viktor Murganov            | Körmendi János |
| Bagration | Giuli Csohonelidze         | Bárdy György   |
| Tusin kapitány | Nyikolaj Trofimov          | Zenthe Ferenc  |
| Gyenyiszov | Nyikolaj Ribnyikov         | Szabó Gyula    |
| Napóleon | Vlagyiszlav Sztrzselcsik   | ?              |
| Rambal | Jean-Claude Ballard        | ?              |
| További magyar hangok |                            |                |
| Ambrus András, Bárány Frigyes, Buss Gyula, Farkas Antal, Horváth Pál, Láng József, Pécsi Sándor, Surányi Imre, Szoó György, Turgonyi Pál, Tyll Attila, Velenczey István, Versényi László |                            |                |